# Svaz husitské šlechty
Svaz husitské šlechty byl založen 5. září 1415 v Praze, tedy dva měsíce po upálení mistra Jana Husa. Dohoda byla uzavřena na dobu 6 let. Na vzniku svazu se účastnilo 55 signatářů, vesměs z řad vyšší šlechty. Ve stejný den v reakci na tento sjezd šlechticů vyhlásilo pražské arcibiskupství zákaz přijímání podobojím pod trestem exkomunikace z církve (rozhodnutí kostnického koncilu) a obnovení interdiktu nad Prahou.
Svaz měl zajistit svobodu kázání božího slova a zabránit platnosti soudních půhonů i klateb vydávaných církevními institucemi s výjimkou biskupů sídlících v Čechách a na Moravě (s možností se jim postavit na odpor a nechat rozhodnutí sporné věci na pražské univerzitě). Není zde zmínka o přijímání podobojím způsobem.

## Čelní představitelé
- Nejvyšší purkrabí Čeněk z Vartenberka
- Moravský zemský hejtman Lacek z Kravař
- Boček starší z Kunštátu a Poděbrad